# Katharine McCormick
Katharine Dexter McCormick, nata Katharine Moore Dexter, (Dexter, 27 agosto 1875 – Boston, 28 dicembre 1967), è stata un'attivista, filantropa e suffragetta statunitense e, dopo la morte del marito, ereditò una parte considerevole della fortuna della famiglia McCormick. Tra le altre attività finanziò la maggior parte delle ricerche necessarie per sviluppare la pillola anticoncezionale.

## Vita e formazione giovanile
Katharine Dexter nacque il 27 agosto 1875 a Dexter, nel Michigan, nella villa dei nonni, Gordon Hall. Suo nonno, il giudice Samuel W. Dexter, figlio del politico Samuel Dexter, si era stabilito e aveva fondato la città nel 1824. È cresciuta a Chicago dove il padre, Wirt Dexter, era un importante avvocato e leader filantropico. In seguito alla morte prematura del padre per infarto all'età di 57 anni, quando lei aveva 14 anni, lei e la madre Josephine si trasferirono a Boston nel 1890. Quattro anni dopo, suo fratello Samuel morì di meningite all'età di 25 anni.
Nel 1896 Dexter superò gli esami di ammissione al Massachusetts Institute of Technology, ma per iscriversi dovette frequentare tre anni di corsi preliminari. Arrivata nel 1899, Katharine si laureò nel 1904, conseguendo una BSc in biologia.

## Matrimonio con Stanley McCormick
Il 15 settembre 1904, dopo aver programmato di frequentare la facoltà di medicina, sposa Stanley Robert McCormick, figlio minore di Cyrus McCormick ed erede della fortuna della International Harvester. Nel settembre 1905 si trasferirono in una casa a Brookline, nel Massachusetts. La coppia non ebbe figli.
Stanley si laureò magna cum laude all'Università di Princeton nel 1895, dove era stato anche un atleta di talento nella squadra di tennis. Aveva mostrato segni di progressivo peggioramento della sua malattia mentale. Nel settembre 1906, fu ricoverato per oltre un anno al McLean Hospital e gli fu inizialmente diagnosticata la dementia praecox, un'espressione antica di quella che oggi è conosciuta come schizofrenia.
Nel giugno 1908 Stanley fu trasferito nella tenuta di Riven Rock dei McCormick a Montecito, in California, dove la sorella maggiore schizofrenica, Mary Virginia, aveva vissuto dal 1898 al 1904 prima di essere ricoverata in un sanatorio di Huntsville, in Alabama. Durante questo periodo fu esaminato dall'eminente psichiatra tedesco Emil Kraepelin e gli fu diagnosticata la forma catatonica della dementia praecox. Nel 1909 Stanley fu dichiarato legalmente incompetente e la sua tutela fu divisa tra Katharine e la famiglia McCormick.

## Attivista per i diritti delle donne

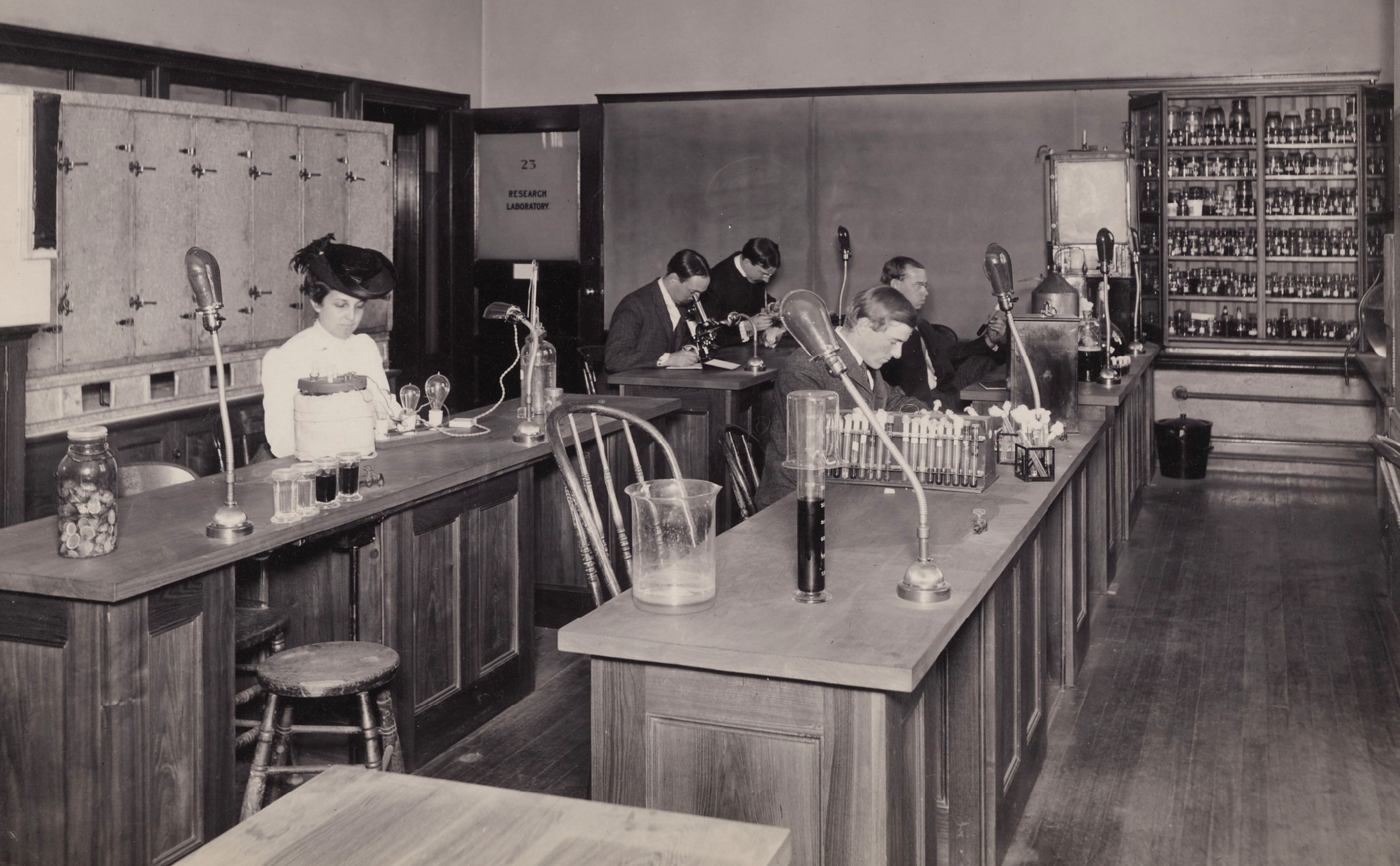
Katharine McCormick indossa un cappello nel laboratorio di chimica del MIT.

L'appello di Katharine per l'uguaglianza di genere era evidente fin dall'inizio. Quando era una studentessa del MIT, si scontrò con i funzionari dell'amministrazione. Il MIT richiedeva che le donne indossassero sempre il cappello, anche durante il lavoro. Katharine inizialmente si adeguò, poi si rifiutò. Sostenne che l'uso di cappelli con le piume nei laboratori costituiva un rischio di incendio. Di conseguenza l'amministrazione del MIT cambiò le proprie politiche.
Nel 1909 la McCormick intervenne alla prima manifestazione all'aperto per il suffragio femminile nel Massachusetts. Divenne vicepresidente e tesoriere della National American Woman Suffrage Association e finanziò la pubblicazione dell'associazione, il Woman's Journal. Organizzò gran parte degli sforzi di Carrie Chapman Catt per ottenere la ratifica del XIX emendamento. Mentre si trovava con la Catt, incontrò altri attivisti sociali, tra cui Mary Dennett e Margaret Sanger. Katharine incontrò la Sanger nel 1917 e più tardi, nello stesso anno, si unì al Comitato dei 100, un gruppo di donne che promuoveva la legalizzazione del controllo delle nascite. Durante la prima guerra mondiale Katharine lavorò anche come presidente del Dipartimento per il servizio di guerra dell'associazione. Inoltre, fu membro del Comitato femminile del Consiglio di difesa nazionale. Nel 1920, dopo la ratifica del Diciannovesimo Emendamento, divenne vicepresidente della League of Women Voters.
Per tutti gli anni '20, lavorò con la Sanger sui temi del controllo delle nascite. Portò di nascosto più di 1.000 diaframmi dall'Europa a New York per l'ufficio di ricerca clinica della Sanger. Fissava incontri con i principali produttori europei di diaframmi in città come Roma e Parigi e sfruttava le sue conoscenze linguistiche e la sua preparazione in biologia per fingersi uno scienziato francese o tedesco e fare grandi ordini di dispositivi. I dispositivi venivano spediti al castello di famiglia, Prangins Castle, fuori Ginevra, dove venivano cuciti nelle fodere di cappotti alla moda e altri indumenti. Li faceva passare di nascosto dagli agenti della dogana americana a New York, dopo averli camuffati con successo come bottino di stravaganti acquisti europei di capi di alta moda. Dal 1922 al 1925 fece questi viaggi ogni estate, ritirandosi solo dopo che il terremoto di Santa Barbara del 1925 la costrinse a rivolgere la sua attenzione alla ricostruzione della proprietà del marito e a dedicare le sue energie ad aiutarlo nella cura.
Nel 1927 ospitò nella sua casa di Ginevra un ricevimento dei delegati che partecipavano alla World Population Conference del 1927. In quell'anno la McCormick si rivolse anche alla scienza dell'endocrinologia per aiutare il marito, ritenendo che una ghiandola surrenale difettosa fosse la causa della sua schizofrenia.

## Filantropa
Spinta dalla diagnosi del marito, Katharine era determinata a trovare una cura. Convinta che la malattia di Stanley fosse dovuta a un difetto della ghiandola surrenale e che potesse essere curata con un trattamento ormonale, dal 1927 al 1947 creò la Neuroendocrine Research Foundation presso la Harvard Medical School e sovvenzionò la pubblicazione della rivista Endocrinology. Originariamente chiamata “Stanley R. McCormick Memorial Foundation for Neuro- Endocrine Research Corporation”, fu il primo istituto statunitense a lanciare la ricerca sul legame tra endocrinologia e malattia mentale. Creò anche un centro di ricerca per la cura dei malati mentali presso il Worcester State Hospital. Sua madre Josephine morì il 16 novembre 1937, all'età di 91 anni, lasciando un patrimonio di oltre 10 milioni di dollari. Stanley morì il 19 gennaio 1947, all'età di 72 anni, lasciando a Katharine un patrimonio di oltre 35 milioni di dollari. La donna impiegò cinque anni per sistemare il suo patrimonio, l'85% del quale fu destinato al pagamento delle tasse di successione.
Nel 1953 la McCormick incontrò Gregory Goodwin Pincus tramite Margaret Sanger. Dal 1951 Pincus lavorava allo sviluppo di un metodo ormonale di controllo delle nascite con il suo laboratorio di ricerca, la Worcester Foundation for Experimental Biology. L'azienda farmaceutica che sosteneva Pincus smise di finanziare la sua ricerca pionieristica perché non aveva ancora realizzato un profitto. Di conseguenza, la McCormick iniziò a finanziare la fondazione di ricerca di Pincus. Le donazioni iniziarono con 100.000 dollari all'anno e successivamente con 150.000-180.000 dollari fino alla sua morte nel 1967. In totale aveva contribuito con 2 milioni di dollari (circa 20 milioni di dollari di oggi) allo sviluppo della pillola contraccettiva orale. La Food and Drug Administration (FDA) approvò la vendita della pillola nel 1957 per i disturbi mestruali e aggiunse la contraccezione alle sue indicazioni nel 1960. Anche dopo l'approvazione della pillola, la dottoressa continuò a finanziare il laboratorio di Pincus e la ricerca su come migliorare la ricerca sul controllo delle nascite per tutti gli anni '60.
Dopo lo sviluppo e l'approvazione della pillola contraccettiva, Katharine si dedicò alla mancanza di alloggi per le donne al MIT. Il MIT era sempre stato coeducativo, ma poiché poteva fornire un alloggio solo a una cinquantina di studentesse, molte delle donne che lo frequentavano dovevano essere residenti in zona. In ogni caso, il posto delle donne all'Istituto era tutt'altro che sicuro: Katharine Dexter raccontò a Dorothy Weeks, fisica e matematica che aveva conseguito il master e il dottorato al MIT, di aver vissuto "nel freddo timore che all'improvviso, inaspettatamente, il Tech potesse escludere le donne...".
Per garantire alle studentesse un posto permanente al MIT, donò il denaro per fondare la Stanley McCormick Hall, un dormitorio interamente femminile che avrebbe consentito al MIT di ospitare 200 studentesse. Il finanziamento di Katharine ebbe un impatto straordinario sul numero di donne al MIT, che passò dal 3% al 40%. Le ramificazioni della struttura sono meglio descritte da William Hecht, laureato al MIT nel 1961, vicepresidente esecutivo dell'Associazione degli Alumni e delle Alumne del MIT, quando dichiarò: "La presenza visibile delle donne al MIT ha contribuito ad aprire le professioni scientifiche e ingegneristiche a un'ampia parte della popolazione che prima ne era esclusa. Ha dimostrato senza ombra di dubbio che al MIT uomini e donne sono uguali”.
La McCormick è stata anche un'appassionata sostenitrice delle arti, in particolare del Santa Barbara Museum of Art, di cui peraltro era stata uno dei membri fondatori e vicepresidente, nonché donatrice della Stanley McCormick Gallery nel 1942. Condividendo le funzioni di vicepresidente con il collega filantropo e collezionista d'arte Wright S. Ludington, inoltre, fece parte del Comitato per gli Edifici del Museo e fu l'artefice dell'assunzione del rinomato architetto di Chicago, David Adler, per la conversione del vecchio ufficio postale in un Museo d'Arte.

## Morte
Morì il 28 dicembre 1967 a Boston, nel Massachusetts, all'età di 92 anni. Il suo testamento prevedeva la donazione di 5 milioni di dollari alla Stanford University School of Medicine per sostenere le donne medico, di 5 milioni di dollari alla Planned Parenthood Federation of America, che finanziò la Katharine Dexter McCormick Library a Manhattan, New York, e di 1 milione di dollari alla Worcester Foundation for Experimental Biology. Inoltre la McCormick prese accordi per la donazione di 500.000 dollari all'Art Institute of Chicago e per la donazione di nove importanti dipinti impressionisti al Santa Barbara Museum of Art, tra cui tre importanti paesaggi di Claude Monet. Oltre a questi dipinti, la McCormick ha donato anche la sua residenza, oggi nota come Ridley-Tree Education Center. Attualmente è utilizzata dal Museo per corsi d'arte per bambini e adulti.

## Eredità
Katharine McCormick è un personaggio del romanzo Riven Rock (1998) di T.C. Boyle, che tratta principalmente della malattia mentale del marito Stanley.
La McCormick è stata inserita nella National Women's Hall of Fame nel 1998. È stata inserita nella Michigan Women's Hall of Fame nel 2000.
Al Massachusetts Institute of Technology c'è un dormitorio intitolato al marito.